# Bangor City
Der Bangor City Football Club (wal.: Clwb Pêl Droed Dinas Bangor) ist ein Fußballverein aus Bangor. Der Verein wurde 1876 als Bangor FC gegründet und spielt in der Welsh Premier League, der höchsten Liga im walisischen Fußball.

## Geschichte
Bangor City ist einer der ältesten walisischen Fußballvereine. Der Verein ist Gründungsmitglied der North Wales Coast League (1893), der Welsh National League (1921), der North Wales Combination (1930), der Welsh League North (1935), der Northern Premier League (1968), der Alliance Premier League – heute National League (1979) – und schließlich der League of Wales (1992).
1962 gewann Bangor City den walisischen Pokal und qualifizierte sich für den Europapokal der Pokalsieger. Gegen den SSC Neapel gewann Bangor das Hinspiel überraschend mit 2:0. Das Rückspiel in Neapel verlor Bangor mit 1:3. Da die Auswärtstorregelung noch nicht zur Anwendung kam, wurde ein drittes Spiel angesetzt. Im Highbury in London siegte Neapel mit 2:1. Der Siegtreffer für Neapel fiel erst sieben Minuten vor dem Abpfiff.
1985 folgte die zweite Teilnahme am Pokalsiegerwettbewerb. In der ersten Runde traf die Mannschaft auf den norwegischen Verein Fredrikstad FK. In Norwegen gab es ein 1:1, während das Spiel in Bangor torlos endete. Damit erreichte Bangor das Achtelfinale, in dem die Mannschaft zuhause Atlético Madrid mit 0:2 unterlag. Nach der 0:1-Niederlage im Rückspiel schied Bangor aus.
1994 gewann Bangor die League of Wales und zog in die Qualifikation zum UEFA-Pokal ein. In der ersten Runde hieß der Gegner ÍA Akranes aus Island. Bangor wurde durch eine UEFA-Regelung geschwächt, nach der nur drei ausländische Spieler eingesetzt werden dürfen. Da die meisten Bangor-Akteure Engländer waren, konnte Bangor nicht seine stärkste Mannschaft aufbieten. Beide Spiele wurden durch Akranes gewonnen.
Ein Jahr später konnte Bangor seinen nationalen Titel verteidigen. In der Qualifikation zum UEFA-Pokal traf die Mannschaft auf den polnischen Vertreter Widzew Łódź, der beide Partien für sich entscheiden konnte. 1998 gewann Bangor unter Trainer Graeme Sharp erstmals seit 1962 wieder den Welsh Cup. Im Europapokal der Pokalsieger 1998/99 schied Bangor gegen Haka Valkeakoski aus Finnland aus.
Im Januar 2012 zog der Verein aus dem alten Farrar Road Stadium in das neue Nantporth Stadium (auch The Book People Stadium genannt) um.

## Erfolge
- Walisischer Meister: 1994, 1995, 2011
- Walisischer Pokalsieger: 1962, 1998, 2008, 2009, 2010
- Northern-Premier-League-Gewinner: 1982